# زوشيبيللي
زوشيبيللي (بالإنجليزية: Xōchipilli)‏ "أمير الزهر”. هو رب أزتيكي للأزهار والذرة والحب والألعاب والجمال والغناء والرقص. وهو زوج ماياهويل والشقيق التوأم لزوكيكوتزال Xochiquetzal. وهو أيضا يشار إليه باعتباره ماكويلزوکیتل، الذي يعني "الأزهار الخمس”. ويرسم ومعه قضيب يخترق برأسه المدبب قلبا بشريا.
تم تفسير زوشيبيللي أيضًا على أنه راعي كل من المثليين والبغايا الذكور، وهو دور ربما نشأ عن تشربه من حضارة التولتك. وقد تم تصويره، من بين آلهة أخرى، وهو يرتدي تعويذة تُعرف باسم أويوهوالي oyohualli، والتي كانت عبارة عن قلادة على شكل دمعة مصنوعة من أم اللؤلؤ.

## معرض صور

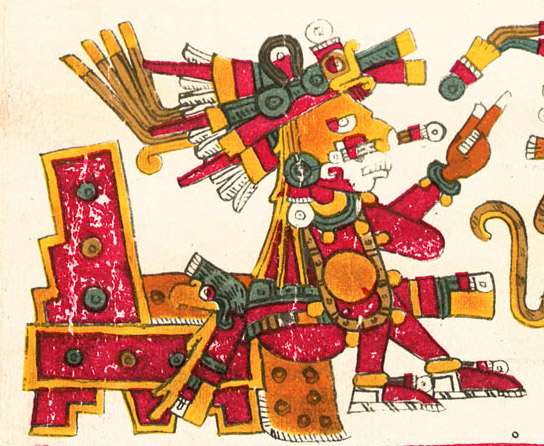
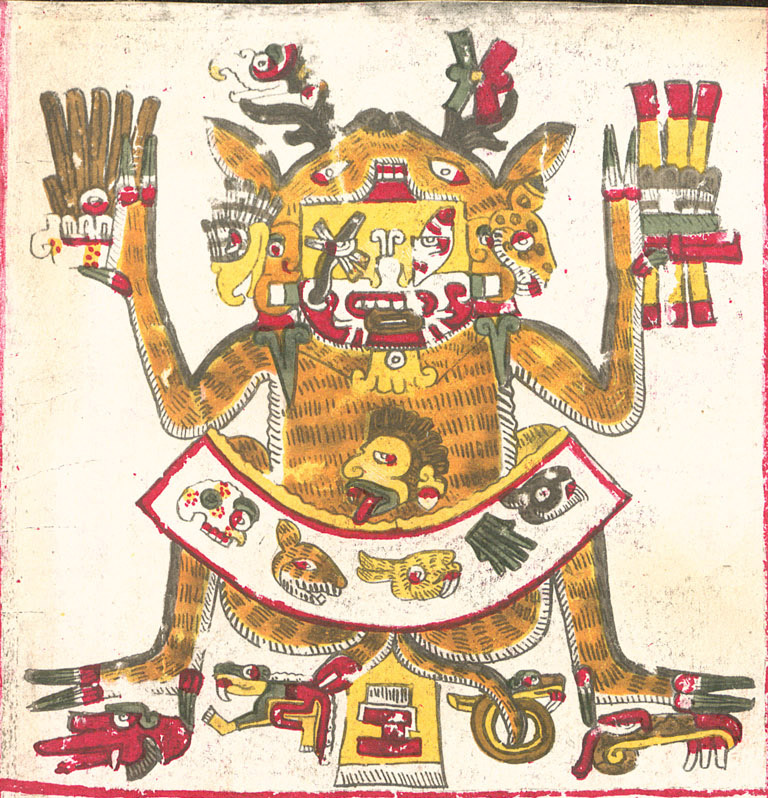
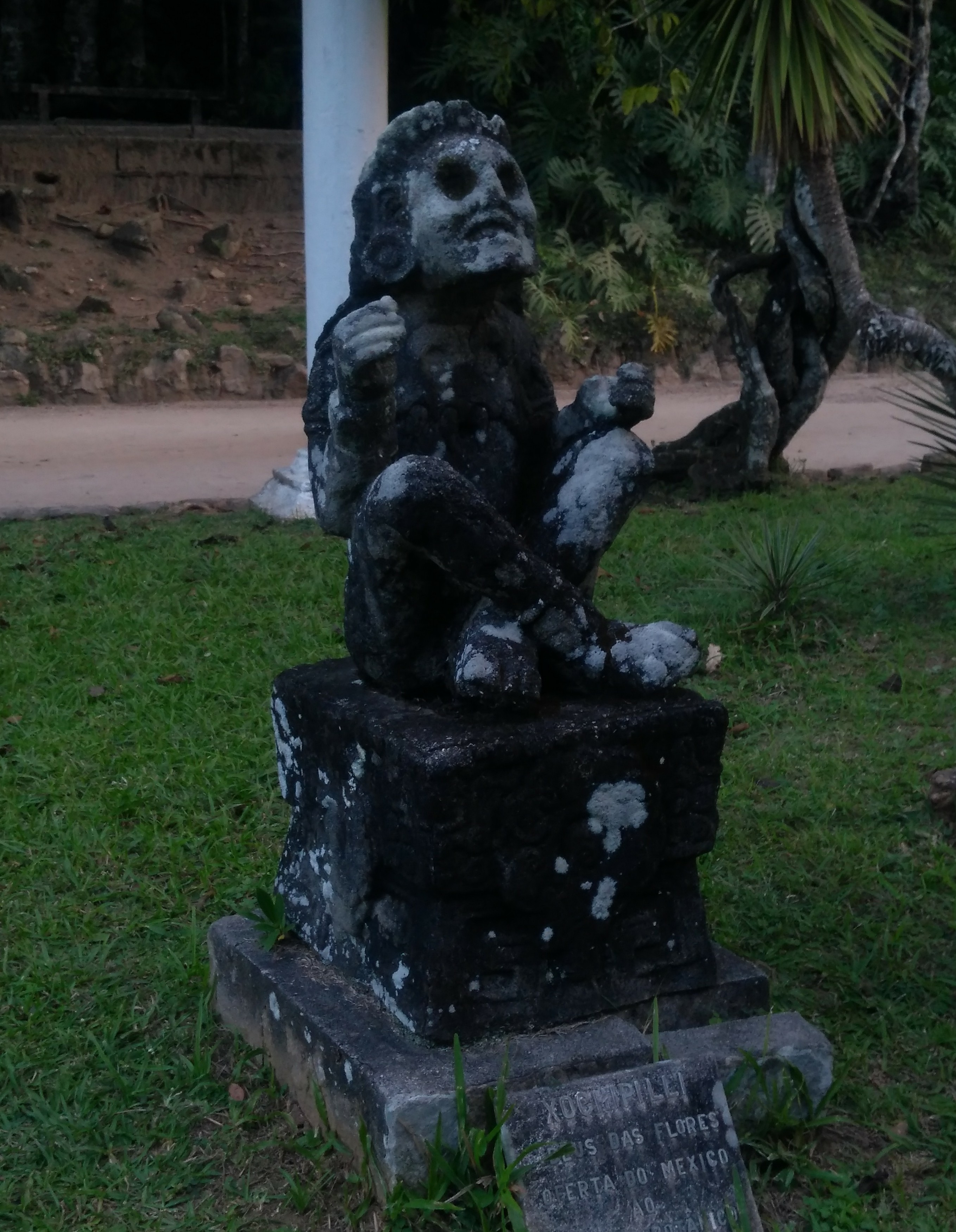
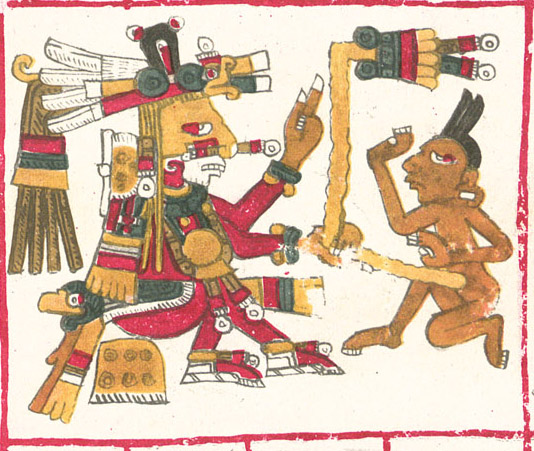
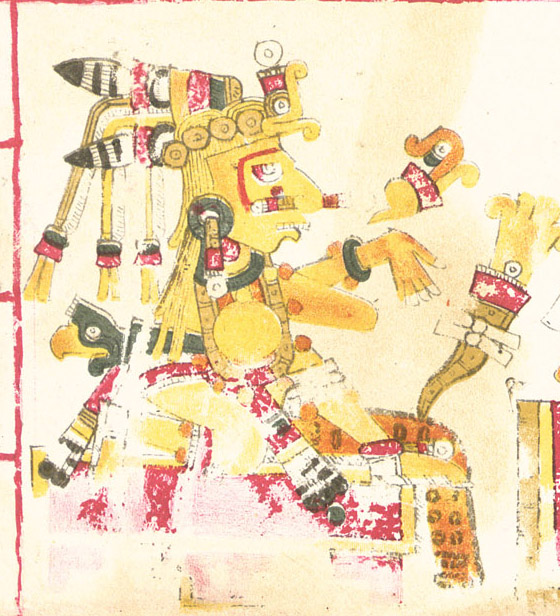
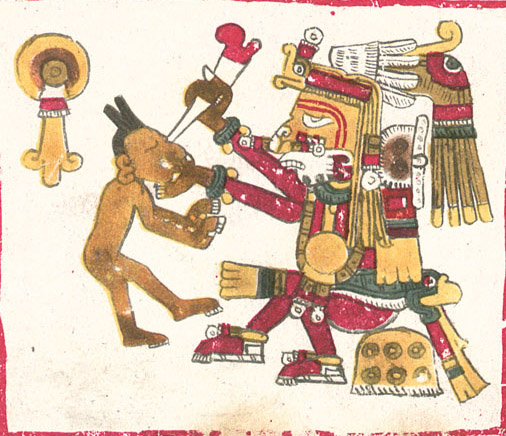
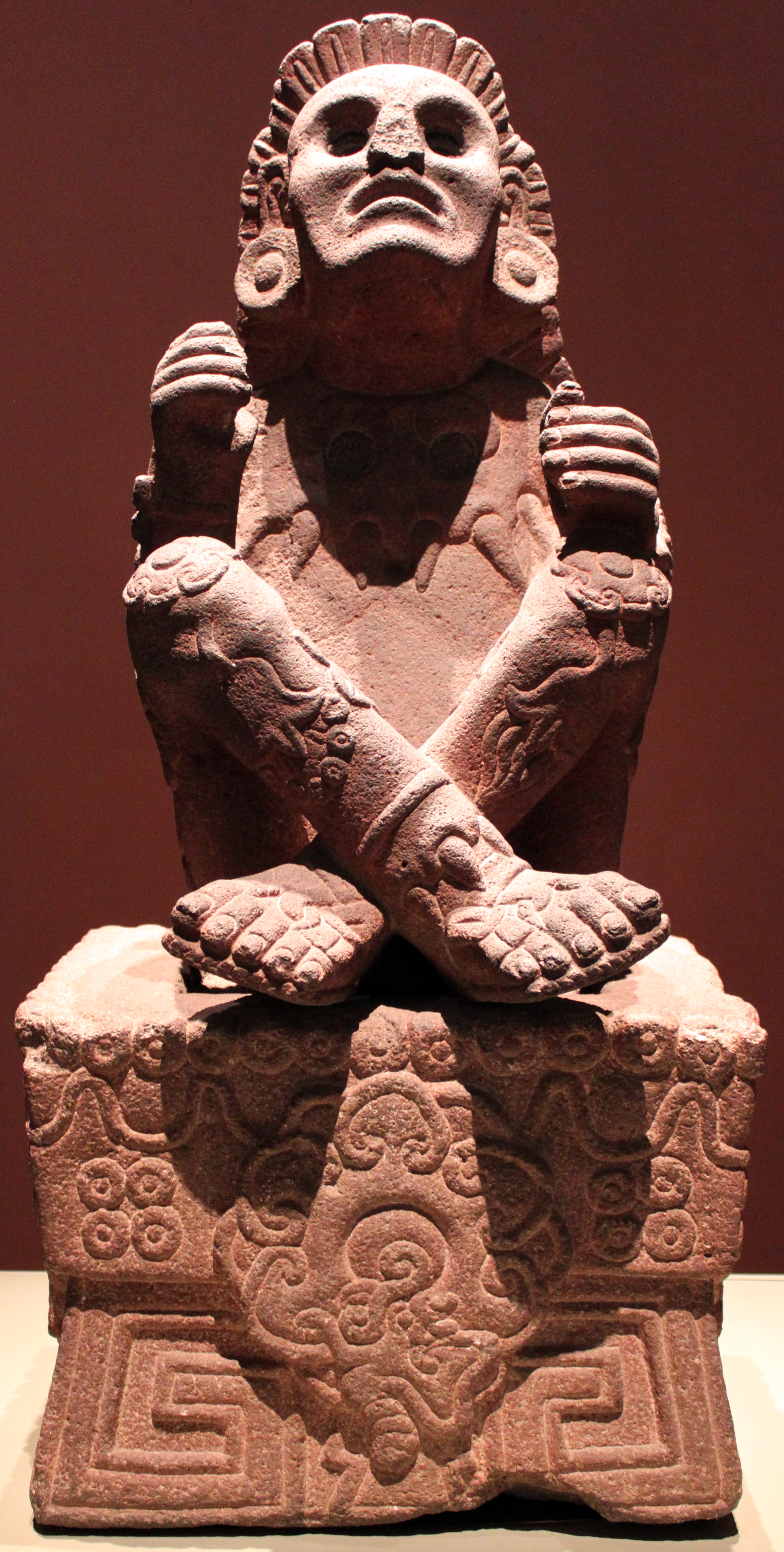
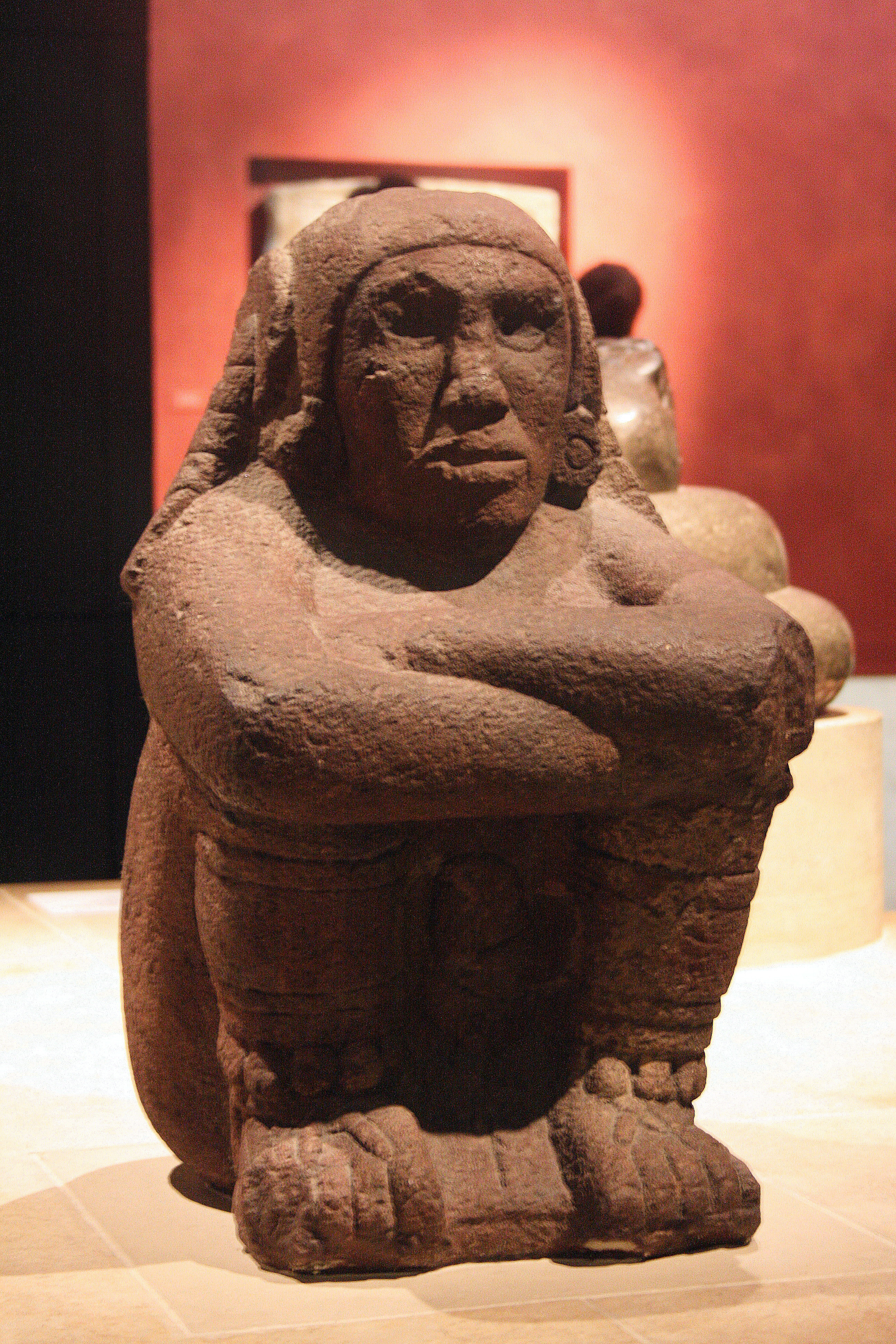
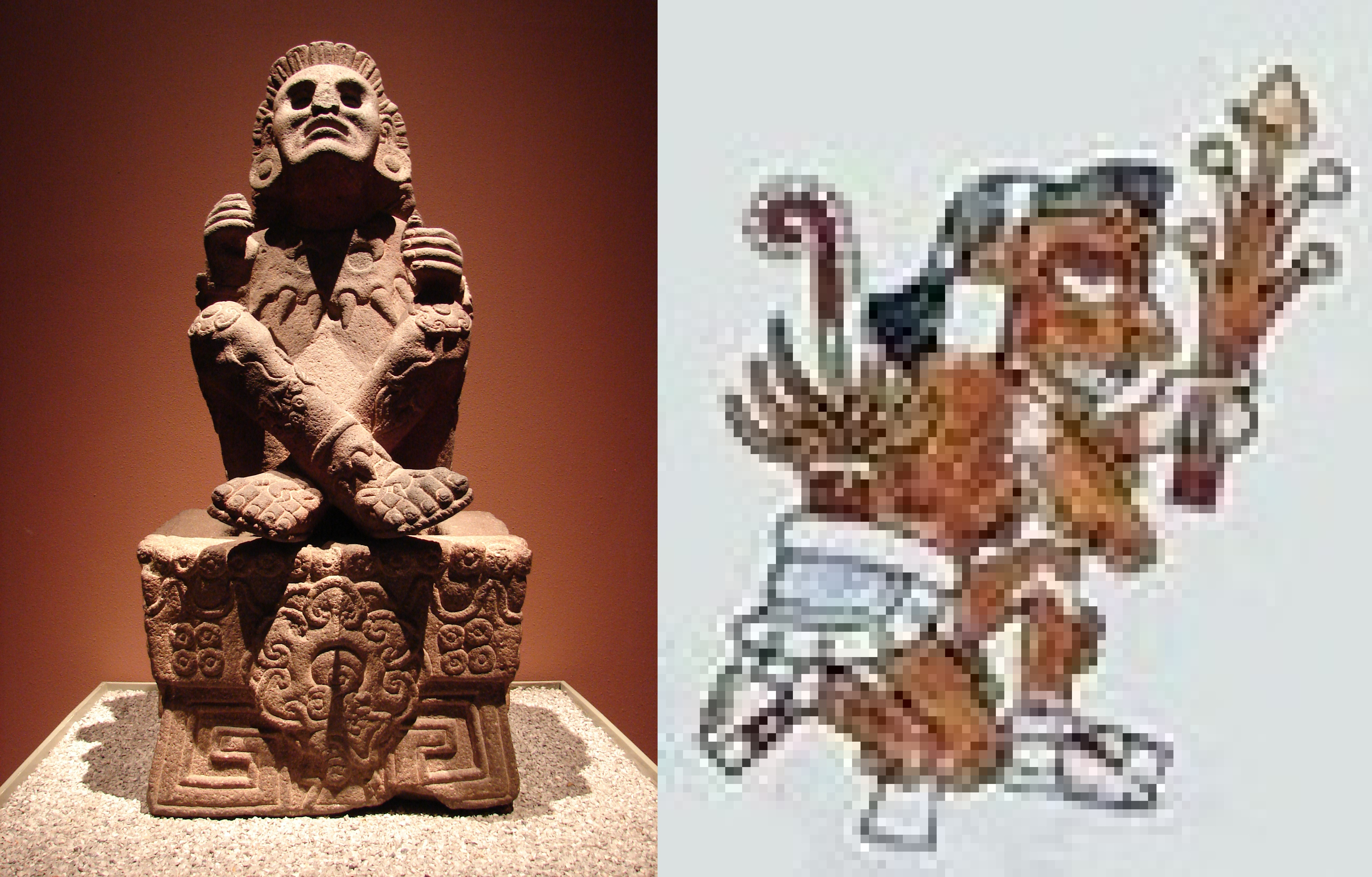
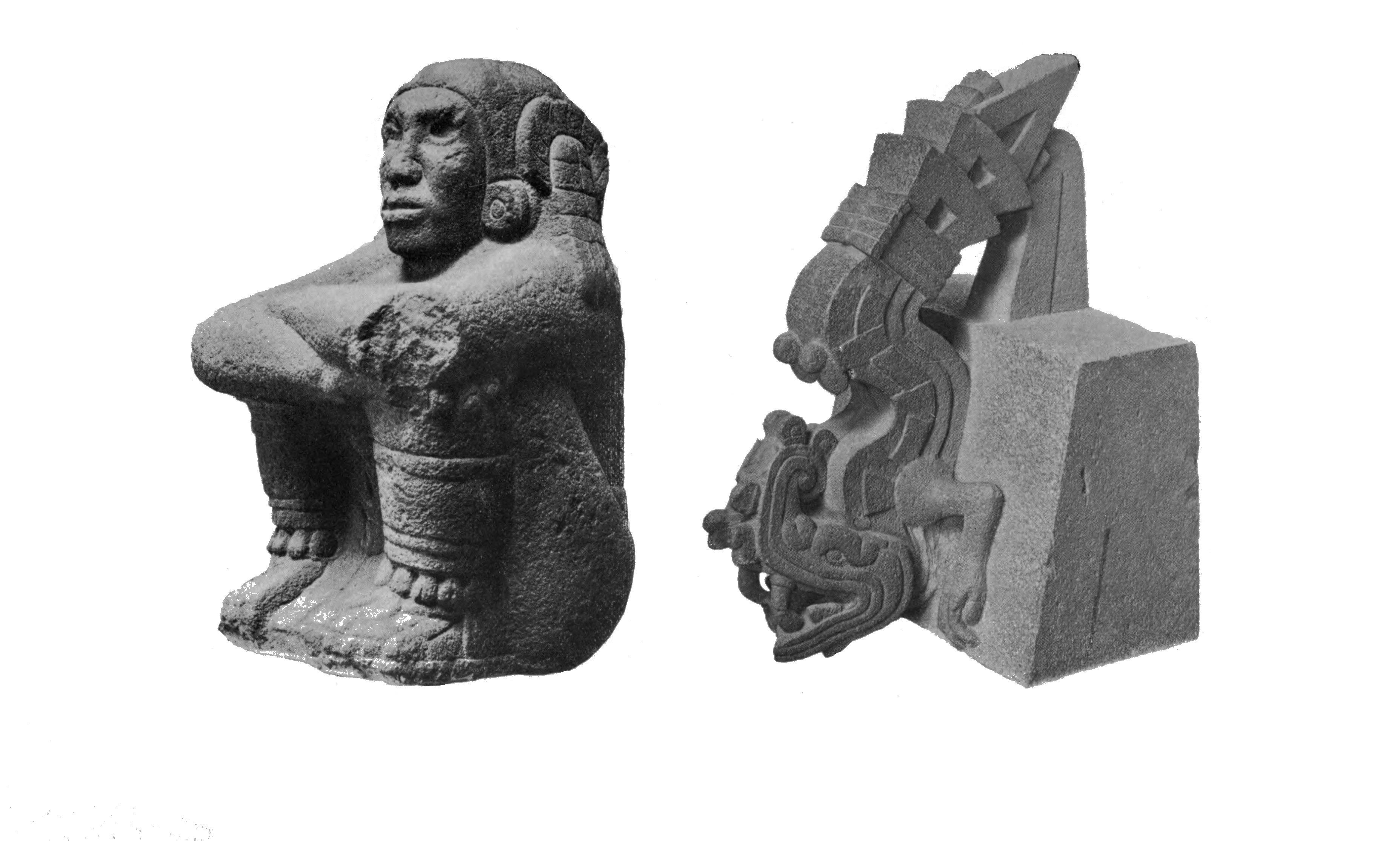
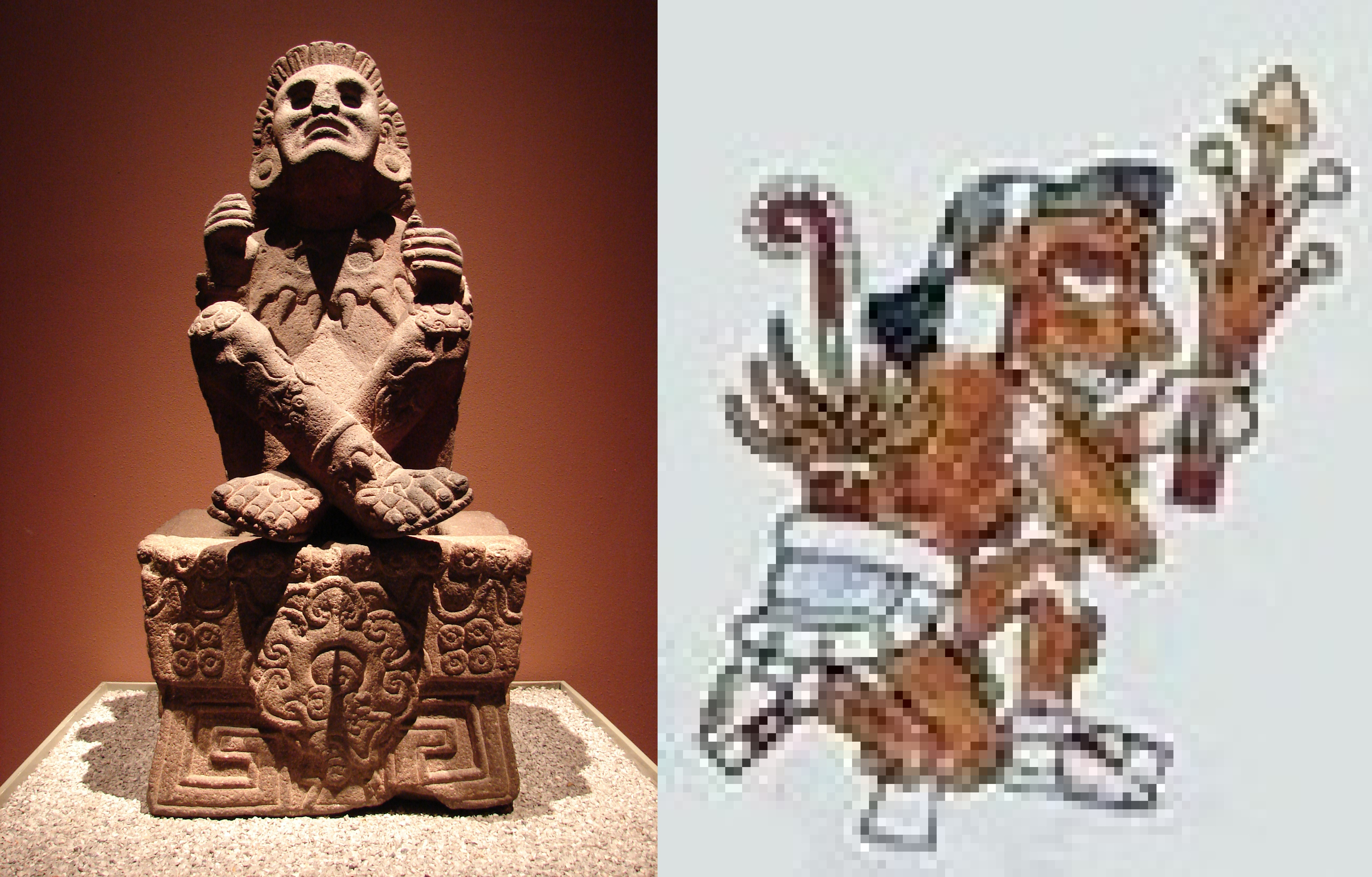